# Komplexsalze
Komplexsalze sind Verbindungen, an deren Aufbau Komplex-Ionen beteiligt sind. Dabei kann die Komplexbildung im Anion, im Kation oder in beiden stattgefunden haben. Im Gegensatz zu den Doppelsalzen dissoziieren komplexe Moleküle nur bis zum Komplex-Ion. Weil diese meist recht stabil sind, können Zentralionen und Liganden nicht direkt nachgewiesen werden, sondern nur das Komplex-Ion als Ganzes.